# Spencer Torkelson
Spencer Enochs Torkelson (né le 26 août 1999 à Petaluma) est un joueur de baseball américain. Il occupe la position de joueur de premier but pour les Tigers de Detroit de la Ligue majeure de baseball (MLB). Torkelson est sélectionné au premier rang par les Tigers lors du repêchage de 2020.

## Carrière amateur
Torkelson fréquente le lycée Casa Grande à Petaluma, en Californie, où il joue au baseball, au football et au basket-ball. Au baseball, il garde une moyenne au bâton de .430 avec 11 circuits et 99 points produits (RBI). Il s'engage avec l'université d'État de l'Arizona (ASU) pour jouer au baseball universitaire pour les Sun Devils.

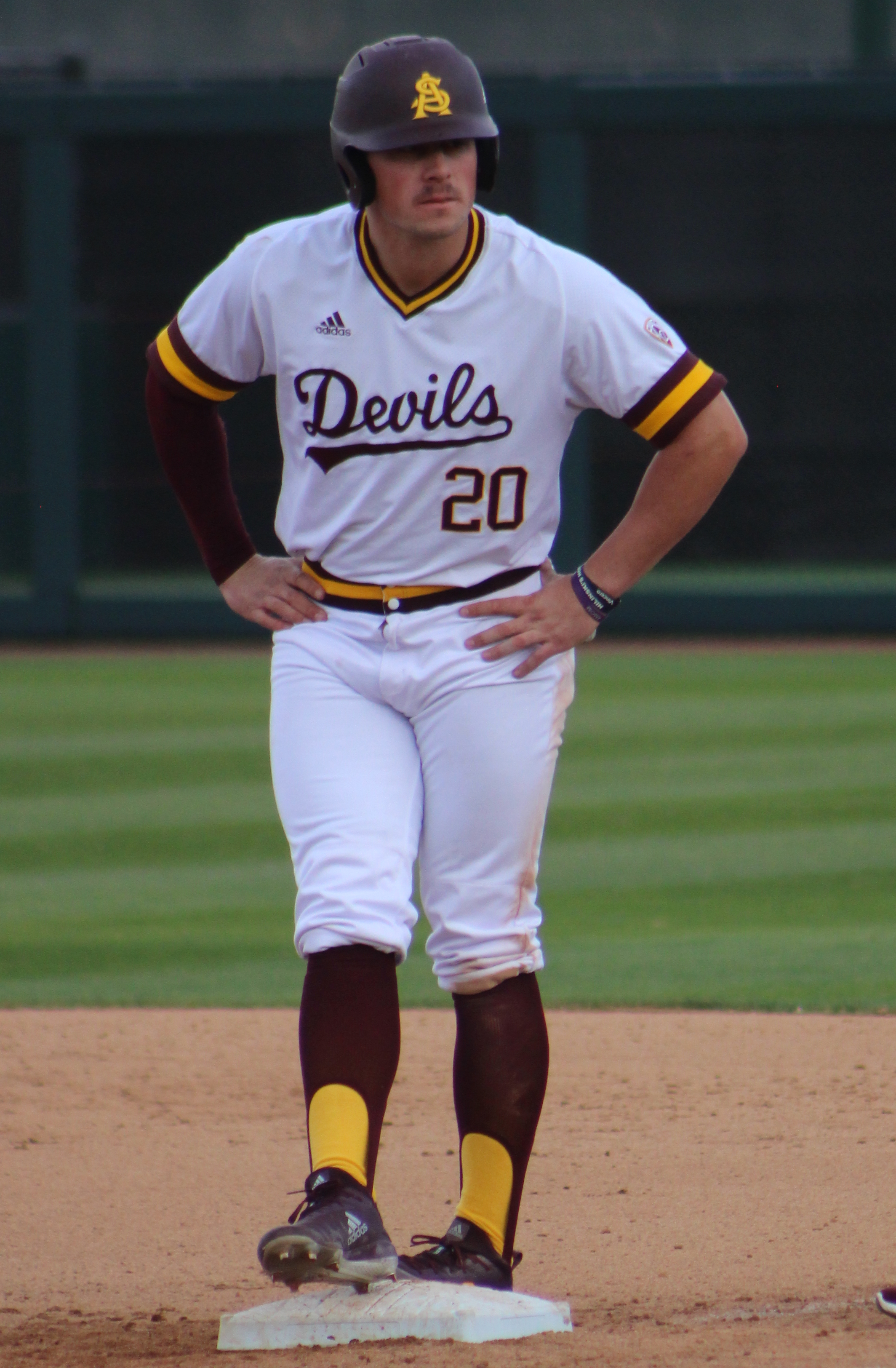
Torkelson avec les Sun Devils en 2019.

En tant qu'étudiant de première année à Arizona State, Torkelson frappe pour .320/.440/.743 avec 25 circuits et 53 points produits en 55 matchs. Les 25 coups de circuit est le meilleur nombre au pays et établi un record pour la Conférence Pac-12 pour un étudiant de première année. Il bat également le record scolaire de Barry Bonds pour les coups de circuit par un étudiant de première année,,. Il est nommé meilleur étudiant de première année par Collegiate Baseball Newspaper, frappeur de première année de l'année par la National Collegiate Baseball Writers Association et étudiant de première année de l'année de la Pac-12,. Après la saison, il joue pour l'équipe nationale universitaire. En deuxième année, Torkelson rejoint Bob Horner comme seuls joueurs d'Arizona State à avoir frappé 20 circuits pendant des saisons consécutives. En 2019, Baseball America classe Torkelson comme meilleur espoir universitaire pour le repêchage à venir. Après les saisons 2018 et 2019, il joue au baseball d'été universitaire pour les Anglers de Chatham de la Cape Cod Baseball League,. En tant que junior, Torkelson a frappé six coups de circuit au cours d'une saison raccourcie par le COVID-19, ce qui lui donne 53 pour sa carrière à l'ASU, trois de moins que le record de l'équipe.

## Carrière professionnelle

### Ligues mineures
Les Tigers de Detroit sélectionnent Torkelson avec le premier choix global lors du repêchage de la MLB. Le 30 juin 2020, il signe avec les Tigers pour 8 416 300 $, à l'époque le bonus de signature le plus élevé de l'histoire du repêchage de la MLB. Le même jour, il a été ajouté au groupe de 60 joueurs actifs des Tigers.
Pour commencer la saison 2021, Torkelson est assigné aux Whitecaps de West Michigan de la High-A Central. Après avoir affiché une moyenne de .312/.440/.569 avec cinq circuits et 28 points produits en 31 matchs, il a été promu aux SeaWolves d'Érié de la Double-A Northeast à la mi-juin. Le même mois, il a été sélectionné pour jouer au All-Star Futures Game. En plus de cinquante matchs avec Érié, il a frappé .263 avec 14 circuits et 36 points produits. Le 15 août, il est promu aux Mud Hens de Toledo de la Triple-A Est, où il termine la saison et frappe pour .238/.350/.481 avec 11 circuits et 27 points produits en 40 matchs,. Après la fin de la saison Triple-A, il rejoint les Rafters de Salt River de la Ligue d'automne d'Arizona.

### Tigers de Détroit
Le 2 avril 2022, les Tigers annoncent que Torkelson fait partie de leur effectif pour le premier match. Son premier coup sûr en ligue majeure fut un double contre le lanceur des Red Sox Rich Hill le 12 avril. Il marque son premier coup de circuit en ligue majeure contre le lanceur des Red Sox Austin Davis le 13 avril. Le 17 juillet, les Tigers envoyent Torkelson à Toledo en Triple-A. Au moment de sa rétrogradation, il frappe pour .199 avec 5 circuits. Torkelson retourne aux Tigers en tant que joueur rappelé en septembre et termine la saison 2022 avec une moyenne au bâton de .203 et 8 circuits.
Au cours de la saison 2023, Torkelson a frappé .233 tout en menant les Tigers en circuits (31), points produits (94) et coups sûrs supplémentaires (66). Il est devenu le septième joueur des Tigers à frapper 20 coups de circuit ou plus au cours de sa saison à 23 ans, rejoignant Travis Fryman, Hank Greenberg, Willie Horton, Matt Nokes, Jason Thompson et Rudy York. Il est le premier Tiger à frapper 30 circuits depuis que Miguel Cabrera et Justin Upton aient tous deux atteint cette marque en 2016. De plus, le 18 juillet 2023, à Kansas City, il est devenu le premier joueur des Tigers âgé de 23 ans ou moins à avoir trois coups sûrs de plus d'un but et 10 buts totaux ou plus dans un match depuis Nick Castellanos le 19 août 2015, à Chicago (NL).
Après avoir connu des difficultés pendant les deux premiers mois de la saison 2024, Torkelson a de nouveau été envoyé à Toledo le 3 juin. Au moment de sa rétrogradation, il frappait pour .201 avec 4 circuits. Il est rappelé le 17 août et termine la saison 2024 avec une moyenne au bâton de .219 avec 10 circuits et 37 points produits en 92 matchs.
Torkelson commence ses premières séries éliminatoires cette même saison avec un bilan de 0-14 au bâton, neuf retraits et trois buts sur balles. Le 9 octobre, lors du troisième match de la série de division de la Ligue américaine 2024 contre les Guardians de Cleveland, Torkelson enregistre son premier coup sûr en séries éliminatoires : un doublé RBI en sixième manche pour donner l'avantage aux Tigers 3-0. Ce fut le score final, et permet à Détroit de prendre l'avantage 2-1 dans la série.